# Matevž Frang
Matevž Frang, tudi Matthaus Frang ali Prang, ljubljanski župan v 16. stoletju. 
Frang je bil župan Ljubljane med letoma 1513 in 1514, ko ga je nasledil Jurij Tazel.